# Marc Bartra
Marc Bartra, född 15 januari 1991 i Sant Jaume, är en spansk fotbollsspelare (mittback) som spelar för Real Betis och Spaniens landslag.

## Klubbkarriär
Marc Bartra kom vid 11 års ålder till FC Barcelona från Espanyol. Efter att ha avancerat blev han 2009 en del av B-laget. Den 14 februari 2010, en månad efter sin 19-årsdag, gjorde han sin första match för Barcelonas A-lag.. Bartra spelade sin första El Clasico i spanska cup finalen 2014. Barcelona förlorade 1-2, men Bartra gjorde ett nickmål i den 68:e minuten.
Den 30 januari 2018 värvades Bartra av Real Betis, där han skrev på ett kontrakt fram till 2023.
Den 15 augusti 2022 värvades Bartra av Trabzonspor, där han skrev på ett treårskontrakt.
Den 24 juli 2023 återvände Bartra till Real Betis, där han skrev på ett ettårskontrakt. I juni 2024 förlängde Bartra sitt kontrakt med ett år.

## Meriter

### FC Barcelona
- La Liga: 2009/2010, 2010/2011, 2012/2013, 2014/2015, 2015/2016
- Uefa Champions League: 2014/2015
- Spanska cupen: 2014/2015, 2015/2016
- Spanska supercupen: 2011, 2013
- Uefa Super Cup: 2011, 2015
- VM för klubblag: 2015